# Waddington Range
Die Waddington Range ist ein Gebirgszug der Pacific Ranges in den Coast Mountains im Südwesten der kanadischen Provinz British Columbia. Sie bedeckt eine Fläche von etwa 4.000 km², also ein vergleichsweise kleines Gebiet des Gebirges. Allerdings erreicht sie innerhalb von Pacific Ranges und Coast Mountains die größte Höhe und wird von ihrem Namensgeber Mount Waddington (4.019 m) gekrönt. Der Gebirgszug grenzt an die Pantheon Range und die Whitemantle Range.
Die Waddington Range ist extrem zerklüftet und eher ein Komplex von Gipfeln als ein einzelnes Eisfeld, im Gegensatz zu anderen gewaltigen Eisfeld-Massiven im Süden der Coast Mountains, die weniger gipfelgespickt sind und eher durchgängige Eismassen aufweisen.

## Geschichte
Bis 1936 verzögerte die schwere Zugänglichkeit eine tatsächliche Besichtigung, Vermessung und Besteigung des Mount Waddington; dieser wurde in den 1930er Jahren zunächst von Vancouver Island aus von Bergsteigern erspäht und zunächst als Mystery Mountain bezeichnet – weil seine Existenz bis dahin unbekannt war. Anscheinend wurde selbst in den Überlieferungen der First Nations in Kanada nur vage von seiner Existenz gesprochen, als eine bloße Möglichkeit. Es ist daher unwahrscheinlich, dass der Kern des Massivs von irgendeinem Abenteurer der First Nations je aufgesucht wurde, wenn man die enormen Schwierigkeiten des Zugangs selbst für modern ausgerüstete Bergsteiger bedenkt.
An ihrem östlichen Rand, tief im Grand Canyon des Homathko River, ereignete sich der erste grauenvolle Vorfall im Guerilla-Krieg, der als Chilcotin-Krieg von 1864 in die Geschichte einging. Dieses resultierte aus dem Versuch von Alfred Waddington, eine Zuwegung vom Bute Inlet nach Barkerville zu schaffen. Port Waddington, eine Geländeaufnahme aus jenen Tagen, verbleibt als Erinnerung auf den Karten des Südufers des Homathko River an seiner Mündung in das Bute Inlet.
Waddington’s Road wurde aufgrund des Krieges nie vollendet, aber in späteren Jahren als eine mögliche Route der Hauptlinie der Canadian Pacific Railway begutachtet. Die Wahl der Route fiel so, dass die Endstation der Eisenbahnlinie in Victoria hätte sein sollen, doch ungeachtet des starken Wohlwollens der Stadt und der Provinz wurde das Burrard Inlet gewählt und in der Folge das heutige Vancouver zur Endstation.

## Benachbarte Gebirgszüge und Eisfelder
Unmittelbar nördlich der Waddington Range liegt die Pantheon Range, im Süden die Whitemantle Range. Nordöstlich jenseits des Mosley Creek, des westlichen Hauptarms des Homathko River, liegt die Niut Range, östlich jenseits des Homathko River das Homathko Icefield und die zu ihm gehörenden Gebirgszüge. Nordwestlich jenseits des Klinaklini River befindet sich das Ha-Iltzuk Icefield, das größte der küstennahen Eisfelder im Süden der Coast Mountains, welches größer ist als der Gletscher- und Gipfelkomplex der Waddington Range oder das Homathko Icefield.

## Gipfel
- Mount Waddington (4.019 m) 51° 22′ N, 125° 16′ W[1]
- Mount Tiedemann (3.838 m) 51° 24′ N, 125° 14′ W[2]
- Combatant Mountain (3.762 m) 51° 24′ N, 125° 15′ W[3]
- Asperity Mountain (3.550 m) 51° 23′ N, 125° 13′ W[4]
- Spearman Peak (3.370 m) 51° 22′ N, 125° 14′ W[5]
- Mount Munday (3.356 m) 51° 20′ N, 125° 13′ W[6]
- Mount Bell (3.269 m) 51° 25′ N, 125° 26′ W[7]
- Bravo Peak (3.107 m) 51° 22′ N, 125° 14′ W[8]
- Grenelle Mountain (3.047 m) 51° 19′ N, 125° 8′ W[9]
- Remote Mountain (3.038 m) 51° 28′ N, 125° 31′ W[10]
- Jubilee Mountain (2.751 m) 51° 16′ N, 125° 32′ W[11]